# Betrixaban
Betrixabanul (cu denumirea comercială Bevyxxa) este un medicament anticoagulant acționând ca un inhibitor direct al factorului Xa al coagulării sanguine. Este utilizat în Statele Unite ale Americii. Calea de administrare disponibilă este cea orală.